# 齐楚浙党
齐楚浙党，為明末因地緣關係結成的政治派系，主要反對東林黨，因為被東林黨人長期壓迫，最後多投效魏忠賢「閹黨」。

## 簡介
萬曆三十二年（1605年），顧憲成、高攀龍等講學於江蘇無錫的東林書院，諷議時政，許多士大夫依附，人稱東林黨。顧憲成罷官後，浙江寧波人沈一貫入閣，後任首輔，集結姚宗文、劉廷元、方從哲等浙江士大夫，成為東林黨的最大反對派，時稱「浙黨」。後來，以官應震、吳亮嗣為主的楚黨，和山東人亓詩教的齊黨都紛紛依附浙黨，合稱非東林黨，攻擊東林黨，是為東林黨爭。
其實嘉靖時的大禮議事件，就有黨爭的雛形，萬曆年間東林黨與齐楚浙党展開激烈鬥爭，爭於國本之爭引爆的二書二楚（第一次妖書案、第二次妖書案、伪楚王案、楚宗劫槓案）、明末三案（梃擊案、紅丸案、移宮案），兩者鬥爭維持數十年。雙方以六年一期考核官吏的京察，作為打擊對方的手段，每次只要得勢，必定將對方人馬貶官。
東林黨人長期佔據優勢，直到天啟年間閹璫魏忠賢得勢後，齐楚浙党多投其門下，形成「閹黨」，屢興大獄，嚴酷鎮壓東林黨人。崇禎帝即位後，大力排斥閹黨，魏忠賢自盡，但殘餘勢力仍存，最後又不得不重以宦官監軍，直到南明為止。